# Stadtphysicus
Ein Stadtphysicus oder Stadtphysikus (von lateinisch physicus, gelehrter „Leib“-Arzt bzw. akademisch ausgebildeter Arzt im Gegensatz zum praxisorientierten chirurgicus bzw. Wundarzt) bzw. Stadtarzt (auch, etwa im 15. Jahrhundert in Augsburg, als Stadt-Leibarzt bezeichnet) war seit dem Spätmittelalter ein vom Stadtrat (fest) bestallter Arzt und nahm neben seiner privaten Praxis und der Tätigkeit in städtischen Spitälern in etwa die Aufgaben eines heutigen Gesundheitsamtes wahr. Die mittelalterlichen Stadtärzte, die insbesondere Funktionen des Polizei-, Gerichts- und Armenarztes innehatten, sind gemäß Heinrich Haeser den Archiatri populares der römischen Kaiserzeit vergleichbar.
Die Bezeichnung Physicus war bis 1901 in Preußen der Titel für den beamteten Arzt.
Der Stadtphysicus war verantwortlich für hoheitliche Maßnahmen, die die Gesundheitsvorsorge der Bevölkerung und die hygienischen Bedingungen in der Stadt betrafen. Zu seinen Aufgaben gehörte auch die Aufsicht über die Apotheken sowie die Überwachung von Personen, die sich mit medizinischen Aufgaben befassten, etwa der Hebammen und Bader. Daneben hatte er gerichtsmedizinische Aufgaben wie die Begutachtung von Verletzungen lebender Personen, die äußere Leichenschau und die Durchführung von Leichenöffnungen bei nicht natürlicher und ungeklärter Todesart. In Seuchenzeiten veröffentlichten viele Stadtphysici kleine, gedruckte Ratgeber.
Im ausgehenden 16. und beginnenden 17. Jahrhundert wurde auch die Erstellung von Kalendern mit astrologischen Wetterprognosen oft von Stadtärzten wahrgenommen.
Etliche Stadtphysici fungierten zugleich auch als Leibärzte adliger oder geistlicher Würdenträger.
In weniger dicht besiedelten Regionen wurde das Amt in Kombination als Stadt- und Kreisphysicus vergeben, der neben der Stadt in deren Umland einen bestimmten Medizinaldistrikt zu versorgen bzw. zu beaufsichtigen hatte.
Für den Stellvertreter des Stadtphysicus galt, z. B. in Hamburg, die Bezeichnung Subphysicus.

## Bekannte Stadtphysici und Stadtärzte
- Wilhelm von Saliceto (nach 1210 – um 1286), lombardischer Chirurg, Professor in Bologna und ab 1275 Stadtarzt in Verona.
- Johann Wolff von Luzern († 1393), ab 1381 erster Stadtphysicus in Frankfurt am Main
- Johann Wonnecke von Kaub (um 1430 – 1503/04), ab 1484 Stadtphysicus in Frankfurt am Main
- Hans Seyff (um 1440 – nach 1518), deutscher Wundarzt und führender Chirurg des Spätmittelalters
- Adam Lonitzer (1528–1586), ab 1554 Stadtphysicus in Frankfurt am Main
- Wilhelm Fabry (1560–1634), Wundarzt, Stadtarzt in Bern und Begründer der wissenschaftlichen Chirurgie
- Peter Uffenbach (1566–1635), ab 1597 Stadtphysicus in Frankfurt am Main
- Johann Agricola (1590–1668), Stadtphysicus in Frankenhausen, Altenburg und Breslau (heute Wrocław, Polen)
- Balthasar Uloth (1608–1642), Stadtphysicus in Darmstadt und Babenhausen
- Johann Peter Albrecht (1647–1724), Stadtphysicus in Hildesheim
- Eberhard Barnstorff (1672–1712), Stadtphysicus in Anklam und Greifswald
- Johann Lorenz Bausch (1605–1665), Stadtphysicus in Schweinfurt
- Georg Henning Behrens (1662–1712), Stadtphysicus in Nordhausen
- Johannes Christoph Ludwig Beringer (1709–1746), Stadt- und Bezirksphysikus in Heidelberg, Leibarzt des Speyerer Fürstbischofs
- Joachim Friedrich Bolten (1718–1796), Stadtphysicus in Hamburg
- Ugo Borgognoni (um 1270–1259), Stadtwundarzt und Gerichtsarzt in Bologna
- Karl Ernst Büchner (1786–1861), Stadtphysikus in Darmstadt
- Johann Philipp Burggrav (1673–1746), Stadtphysicus in Darmstadt
- Peter Carpser (1699–1759), Stadtarzt in Hamburg
- Georg Christian Maternus de Cilano (1696–1773), Stadtphysikus in Altona
- Johann Christian August Clarus (1774–1854), Stadtphysicus in Leipzig
- Friedrich Ludwig Christian Cropp (1718–1796), Subphysicus in Hamburg
- Johannes Ewich (1525–1588), Stadtphysicus in Bremen
- Bernhard Feldmann (1704–1776), Stadtphysicus in Neuruppin
- Fritz Fronius, 1914 Stadtphysicus in Sarajevo, Vater von Hans Fronius
- Conrad Gessner (1516–1565), Oberstadtarzt in Zürich
- Siegmund Hahn (1664–1742) und sein Sohn Johann Siegmund Hahn (1696–1773), Stadtphysici in Schweidnitz
- Ernst Ludwig Heim (1747–1834), Stadtphysicus in Spandau
- Christoph von Hellwig (1663–1721), Stadtphysicus zu Erfurt, Herausgeber des „Hundertjährigen Kalenders“
- Theophrastus Bombastus von Hohenheim, genannt Paracelsus (1493–1541), Stadtphysicus in Basel
- Dietrich Georg von Kieser (1779–1862), Stadt- und Landphysikus in Northeim
- Wilhelm Daniel Joseph Koch (1771–1849), Stadtphysicus in Trarbach
- Johann Jakob Kollmann (1714–1778), Stadtphysicus in Deggendorf
- Paulus Kyr (um 1510 – 1588), siebenbürgischer Stadtarzt in Kronstadt.
- Wilhelm Johann Theodor Mauch (1788–1863), Physicus von Stadt und Amt Rendsburg
- Johannes May (1592–1671), Stadtphysicus in Römhild und Coburg
- Peter Memmius (1531–1587) Stadtphysicus in Lübeck
- Raymund Minderer (1565/70–1621), Stadtphysicus in Augsburg
- Konrad Müntzmeister (14./15. Jahrhundert), Stadtarzt in Straßburg; siehe Geben#Stammbaumversuch der Familie Geben
- Felix Platter (1536–1614), Stadtphysicus in Basel
- Cornelius Pleier (1595–1646/49), Stadtphysicus in Coburg und Kitzingen
- Caspar Ratzenberger (1533–1603) Stadtarzt in Naumburg/Saale
- Friedrich August Röber (1765–1827), Stadtphysicus in Dresden
- Johann Remmelin (1583–1632), Stadtphysicus in Ulm, Schorndorf und Augsburg
- Martin Ruland d. J. (1569–1611), Stadtphysicus in Regensburg
- Philipp Jakob Sachs von Löwenheim (1627–1672), Stadtphysicus in Breslau
- Benjamin Scharff (1651–1702), Stadtphysicus in Sondershausen, Weißensee und Leibarzt des Fürsten von Schwarzburg-Sondershausen
- Wilhelm Schefferlein (–1594), Stadtphysicus in Bad Neustadt an der Saale, Direktor am  Würzburger Juliusspital
- Isak Schlockow (1837–1890), Stadtphysicus in Breslau
- Thomas Schöpf (1520–1577), Stadtphysicus in Colmar und Bern
- Johannes Schreyer (1631–1695), Stadtphysicus in Zeitz
- Johannes Scultetus (1595–1645), Stadtphysicus in Ulm
- Nathanael Sendel (1686–1757) Stadtphysikus in Elbing (heute Elbląg, Polen)
- Peter de Spina I. (1526–1569), Stadtphysicus in Aachen
- Christoph Stathmion (um 1508/1509–1585), Stadtphysicus in Coburg
- Heinrich Steinhöwel (1410/1411–1479), Stadtarzt von Ulm, frühhumanistischer Übersetzer und Schriftsteller
- Johann Stocker (um 1453–1513), Stadtarzt von Ulm
- Johann Storch (1681–1751), Stadtphysicus in Eisenach
- Johann Friedrich Struensee (1737–1772), Stadtphysikus in Altona, später Minister in Kopenhagen
- Joachim Strupp (1530–1606) Stadtphysicus in Frankfurt am Main
- Johannes Thal (1542–1583), Stadtphysicus in Nordhausen
- Carl Türk (1838–1890), Stadtphysikus in Lübeck
- Friedrich von Wendt (1738–1818), Stadtphysicus von Pleß
- Arnold Wienholt (1749–1804), Stadtphysikus in Bremen
- Johannes Wittich (1537–1596), Stadtphysicus in Arnstadt und Leibarzt der Grafen von Schwarzburg

## Weiterführende Literatur
- Manfred Straube: „Von der artzenten stat“: Ein Kapitel aus der sogenannten Refomatio Sigismundi und das Stadtarztwesen in der ersten Hälfte des 15. Jahrhunderts im Südwesten des Reichs, vornehmlich in Basel. In: NTM Schriftenreihe für Geschichte der Naturwissenschaften, Technik und Medizin. Band 2, 1965, Nr. 5, S. 87–103.
- Manfred Stürzbecher: The physici in German-speaking countries from the Middle-Ages to the Enlightenment. In: A. Russell (Hrsg.): The Town and the State Physician in Europe from the Middle Ages to the Enlightenment. Wolfenbüttel 1981, S. 123–129.
- Hans-Peter Hils: Cuonrat Muentzmeister, arzat. Zum Leben eines mittelalterlichen Stadtarztes. In: Medizinhistorisches Journal. Band 20, 1986, S. 92–103.
- Michael Stolberg: Gelehrte Medizin und ärztlicher Alltag in der Renaissance. De Gruyter, Oldenbourg, 2021, S. 402–409.